# Haber speciosus
Haber speciosus är en ringmaskart som först beskrevs av Hrabe.  Haber speciosus ingår i släktet Haber och familjen glattmaskar. Inga underarter finns listade i Catalogue of Life.